# Vivaro-alpski dijalekt
Vivaro-alpski dijalekt (vivaroalpski d., alpski d.; privatni kod 08e), sjeveroistočni okcitanskih dijalekt koji se govori u Provansalskim Alpama na jugoistoku Francuske i sjeverozapadu Italije. Ima dva podijalekta: a. zapadni izvorno nazivan Vivarodaufinenc i b. istočni.
Izvorno se naziva Vivaroalpenc ili Vivaroaupenc.